# Rollos de San Antón
Los Rollos de San Antón son un postre tradicional de la diputación de San Antonio Abad (Cartagena) típicos en las fiestas de su patrón, San Antonio Abad, el 17 de enero. Su ingrediente más representativo es el anís, que se añade mientras se va preparando la masa. La tradición dice que si se dejaba el último rollo sin comer la casa gozaría de fortuna y bienestar durante un año.

## Características
La elaboración se compone de huevos batidos mezclados con azúcar a los que se les va añadiendo aceite y anís, posteriormente se coloca todo esto en un volcán de harina y se extiende la masa que se ha de cortar en tiras para poder dar forma a los rollos y finalmente freírlos. La forma de los rollos suele ser redonda aunque también se le puede añadir una especie de lazo. Cabe destacar que en lugar de aceite se pueden hacer con mantequilla, o con manteca (es la forma más tradicional).
Existe un proverbio relacionado con los rollos de San Antón en el refranero popular, el cual dice "Quien roba un rollo a San Antón, novios tendrá un montón".